# أمريكا المفتوحة 1983 (كرة مضرب)
قائمة بالأبطال في بطولة 1983 أمريكا المفتوحة:

## الكبار

### فردي رجال
جيمي كونرز هزم  إيفان ليندل, 6-3, 6-7, 7-5, 6-0

### فردي سيدات
مارتينا نافراتيلوفا هزم  كريس إيفرت للويد, 6-1, 6-3